# Sveio (plaats)
Sveio is het bestuurscentrum van de gelijknamige  Noorse gemeente in fylke Vestland. De plaats telde 1015 inwoners in 2007 en heeft een oppervlakte van 0,96 km². De kerk van Sveio dateert uit 1848. Het dorp ligt aan Riksvei 47 die Haugesund verbindt met de noordelijke E39.